# Amboiva
Amboiva – miasto w Angoli, w prowincji Kwanza Południowa.